# Marcel Bois
Marcel Bois (Tours, 1918. július 18. – 1984. március 3.) francia nemzetközi labdarúgó-játékvezető.

## Pályafutása

### Nemzeti játékvezetés
1952-ben lett az I. Liga játékvezetője. A nemzeti játékvezetéstől 1966-ban vonult vissza.

### Nemzeti kupamérkőzések
Vezetett kupadöntők száma: 2.

#### Francia labdarúgó-szuperkupa
Hatodik alkalommal rendezték a bajnok és a kupagyőztes közti találkozót.
| Időpont         | Helyszín                      | Mérkőzés típusa | Mérkőzés                    | Eredmény | Nézők száma |
| --------------- | ----------------------------- | --------------- | --------------------------- | -------- | ----------- |
| 1960. június 1. | Marcel-Saupin Stadion, Nantes | döntő           | Stade de Reims–AS Monaco FC | 6 – 2    | 15 289      |

#### Francia labdarúgókupa
| Időpont        | Helyszín                         | Mérkőzés típusa | Mérkőzés                       | Eredmény | Nézők száma |
| -------------- | -------------------------------- | --------------- | ------------------------------ | -------- | ----------- |
| 1961. május 7. | Yves-du-Manoir Stadion, Colombes | döntő           | UA Sedan-Torcy–Nîmes Olympique | 3 : 1    | 30 654      |

### Nemzetközi játékvezetés
A Francia labdarúgó-szövetség Játékvezető Bizottsága (JB) terjesztette fel nemzetközi játékvezetőnek, a Nemzetközi Labdarúgó-szövetség (FIFA) 1959-től (tartotta) tartja nyilván bírói keretében. A FIFA JB központi nyelvei közül a franciát beszélte. Több nemzetek közötti válogatott és klubmérkőzést vezetett, vagy működő társának partbíróként segített. A francia nemzetközi játékvezetők rangsorában, a világbajnokság-Európa-bajnokság sorrendjében többedmagával a 24. helyet foglalja el 3 találkozó szolgálatával. Az aktív nemzetközi játékvezetéstől 1966-ban búcsúzott. Válogatott mérkőzéseinek száma: 7.

#### Labdarúgó-világbajnokság
A világbajnoki döntőhöz vezető úton Chilébe a VII., az 1962-es labdarúgó-világbajnokságra és Angliába a VIII., az 1966-os labdarúgó-világbajnokságra a FIFA JB bíróként alkalmazta.

##### 1962-es labdarúgó-világbajnokság

###### Selejtező mérkőzés
| Időpont           | Helyszín                | Mérkőzés típusa           | Mérkőzés          | Eredmény | Nézők száma |
| ----------------- | ----------------------- | ------------------------- | ----------------- | -------- | ----------- |
| 1961. október 25. | Wembley Stadion, London | előselejtező (6. csoport) | Anglia–Portugália | 2 : 0    | 100 000     |

##### 1966-os labdarúgó-világbajnokság

###### Selejtező mérkőzés
| Időpont           | Helyszín                      | Mérkőzés típusa           | Mérkőzés         | Eredmény | Nézők száma |
| ----------------- | ----------------------------- | ------------------------- | ---------------- | -------- | ----------- |
| 1965. október 27. | Astrid Park Stadion, Brüsszel | előselejtező (1. csoport) | Belgium–Bulgária | 5 : 0    | 13 780      |

#### Labdarúgó-Európa-bajnokság
Az európai-labdarúgó torna döntőjéhez vezető úton Spanyolországba az II., az 1964-es labdarúgó-Európa-bajnokságra az UEFA JB játékvezetőként foglalkoztatta.

##### 1964-es labdarúgó-Európa-bajnokság

###### Selejtező mérkőzés
| Időpont           | Helyszín                   | Mérkőzés típusa    | Mérkőzés            | Eredmény | Nézők száma |
| ----------------- | -------------------------- | ------------------ | ------------------- | -------- | ----------- |
| 1963. október 30. | De Kuip Stadion, Rotterdam | egyik nyolcaddöntő | Hollandia–Luxemburg | 2 : 1    | 42 385      |

#### Nemzetközi kupamérkőzések
Vezetett kupadöntők száma: 2.

##### Bajnokcsapatok Európa-kupája
| Időpont            | Helyszín                    | Mérkőzés típusa | Mérkőzés                | Eredmény |
| ------------------ | --------------------------- | --------------- | ----------------------- | -------- |
| 1961 szeptember 6. | Fáy útcai Stadion, Budapest | selejtező       | Vasas SC–Real Madrid CF | 0 – 1    |

##### Copa Libertadores
1963-ban a CONMEBOL JB szakmai munkájának elismeréseként megbízta, a döntő találkozók irányításával.
| Időpont              | Helyszín                         | Mérkőzés típusa        | Mérkőzés                  | Eredmény |
| -------------------- | -------------------------------- | ---------------------- | ------------------------- | -------- |
| 1963. szeptember 4.  | Központi Stadion, Rio de Janeiro | első döntő mérkőzés    | Santos FC–CA Boca Juniors | 3 : 2    |
| 1963. szeptember 11. | Központi Stadion, Rio de Janeiro | második döntő mérkőzés | Boca Juniors–Santos FC    | 1 : 2    |